# هتیپولا
هتیپولا (به لاتین: Hettipola) یک منطقهٔ مسکونی در سری‌لانکا است که در کورونیگالا واقع شده‌است.